# مستشفى مدينة بوسطن
كانت مستشفى مدينة بوسطن (1864-1996) الموجودة في بوسطن، ماساتشوستس مستشفى عامًا يقع في الجانب الشمالي لمدينة بوسطن. كان الغرض من المستشفى هو علاج وراحة المرضى الفقراء الذين سيتم توفير الرعاية الطبية لهم على حساب المدينة وتوفير أماكن الإقامة والعلاج الطبي للآخرين الذين لا يرغبون في الاعتماد على نفقات الجمعيات الخيرية. اندمجت المستشفى في عام 1996م مع مستشفى المركز الطبي بجامعة بوسطن لتشكيل مركز بوسطن الطبي.

## تاريخ المستشفى

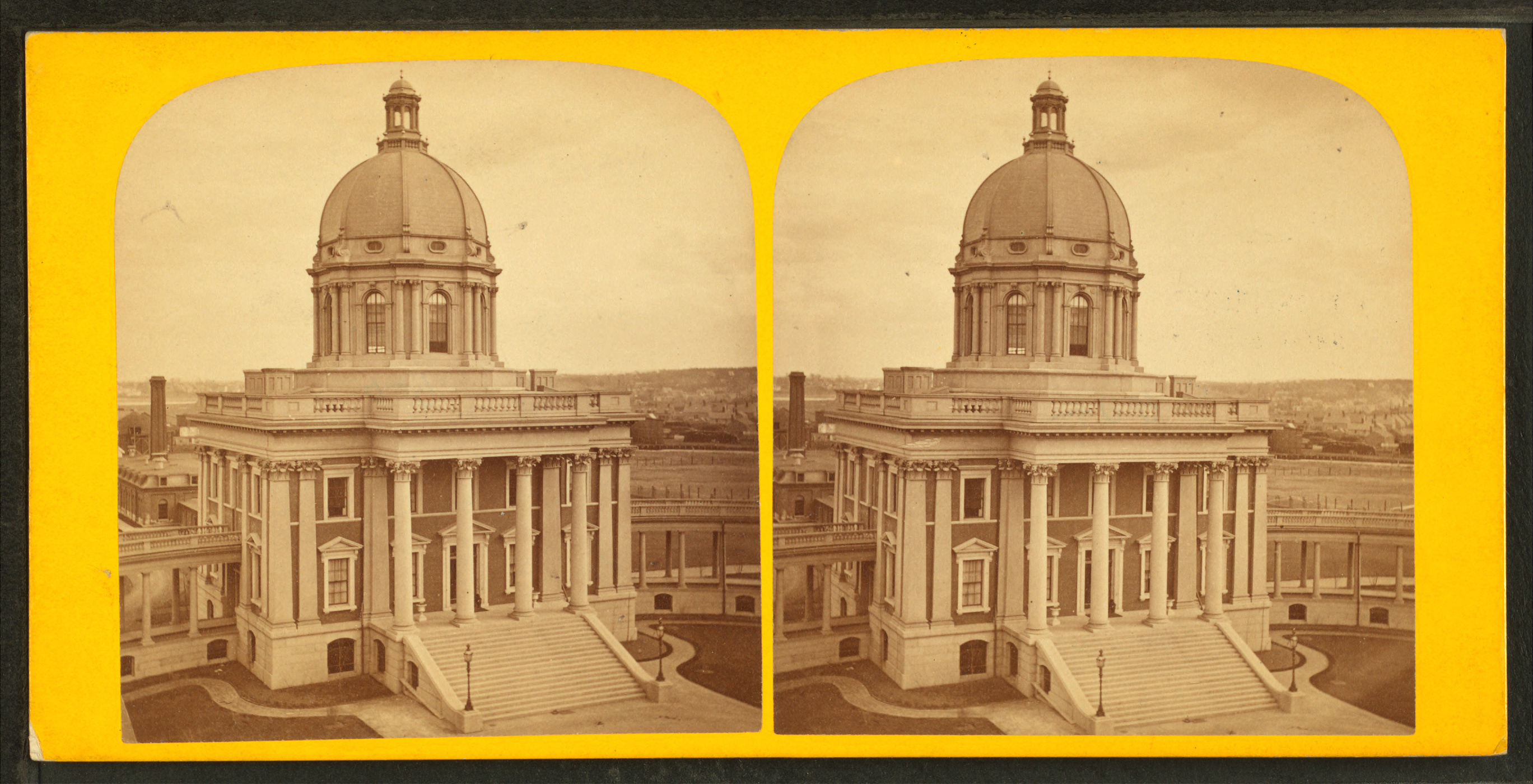
منظر لمستشفى مدينة بوسطن في القرن التاسع عشر (تصوير جون B. هيوود)

اقترح إليشا غودنو في منتصف القرن التاسع عشر «إنشاء المستشفى، والذي كتب وصية بتاريخ 12 يوليو 1849 أعطى فيها ممتلكات للمدينة بقيمة 25,000 دولار، لإنشاء مستشفى مدينة حرة في الضاحية الحادية عشر أو الثانية عشر». صمم المهندس المعماري غريدلي جيمس فوكس براينت أول بناء للمستشفى، والذي بُنى بين عامي 1861-1864 على شارع هاريسون في الطرف الجنوبي للمدينة. تم تجديد المبنى في عام 1875، ومرة أخرى بين عامي 1891-1892.
اعتبارًا من عام 1905، كانت المستشفى تتألف من المبنى الرئيسي، الواقع على المنطقة التي يحدها شارع هاريسون، وشارع كونكورد الشرقي، وشارع ألباني وشارع ماساتشوستس، بمساحة 430968 قدم مربع، أو 9.9 فدان؛ والمبنى الجنوبي، الواقع في 745 جادة ماساتشوستس، على مساحة 125,736 قدم مربع، أو 2.9 فدان؛ محطة الإسعاف والمراجل ومُولد الكهرباء ومخزن الفحم في شارع ألباني، على مساحة 69,785 قدم مربع، أو 1.6 فدان؛ ومبنى النقاهة، في شارع دورشستر، على مساحة قدرها 610,500 قدم مربع، أو 14 فدان، ومحطة الإغاثة، بمساحة 8,507 قدم مربع، أو 0.2 فدانًا. "

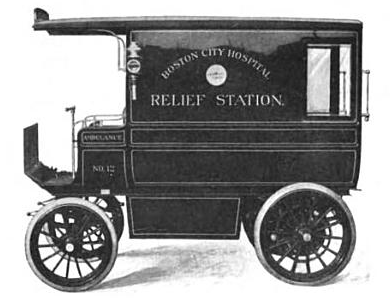
إحدى عربات الإسعاف في ساحة إغاثة مستشفى مدينة بوسطن 1905

في عام 1923 تم إنشاء مختبر ثورنديك التذكاري في مستشفى مدينة بوسطن بدعم من الدكتور جورج ثورنديك تكريمًا لذكرى شقيقه وليام، الذي كان موظفًا في مستشفى المدينة منذ فترة طويلة. احتوى مختبر ثورنديك على 17 سريراً للبحوث السريرية وأصبح واحداً من مرافق البحوث الأكثر تميزاً في البلاد. أًجريت الدراسات المنوية في أمراض الدم والأمراض المتعلقة في هذا المرفق من قبل باحثي كلية الطب بجامعة هارفارد والمحققين الآخرين. في عام 1968م، تم إنشاء مختبر فنلند للأمراض المعدية في مستشفى مدينة بوسطن تكريمًا للدكتور ماكسويل فنلند، وهو باحث سريري رائد في الأمراض المعدية. عندما انتقلت المسؤولية الأكاديمية والسريرية من مستشفى بوسطن إلى جامعة بوسطن في عام 1973، تم دمج هذه المختبرات في البرامج البحثية لكلية الطب بجامعة بوسطن.
واعتبارًا من عام 2008م، لم تعد المباني الموجودة في جادة هارسون موجودة بشكل كلي: «بقيت فقط بعض أقسام المستشفى الأصلية هناك بعد الاندماج مع مركز بوسطن الطبي».